# 富田一色けんか祭
富田一色けんか祭（とみだいっしきけんかまつり）は、三重県四日市市富洲原地区の富田一色町でお盆に行われる大念仏に類似する祭礼。富田一色地区連合自治会によって開催される。以前は富田一色の人口が多くて盛大な規模であったが、富田一色地区の青年団を構成する人口が減少したので同じ富洲原地区の同窓生である周辺の松原地区や天ヶ須賀地区の若い男性の応援があり、男性のみの女人禁制で開催される。喧嘩のような激しい格闘をしてかつては死者が出る祭りであった。毎年8月15日の13時より富田一色飛鳥神社の前の富田一色広小路町の広小路大通りを中心に開催される。

## 概要
- 「あーそれ」「あーそれ」の威勢の良い掛け声と共に鉦の太鼓を担いだ白装束の若者たちが、激しいぶつかり合いの喧嘩行事を演じる富田一色けんか祭りは、鉦と太鼓を乱打して悪魔を追い払い、精霊を迎える大念仏の一種である。祭事は富田一色地区の富田一色町内の19町の自治会が北組・中組・南組の3組に分かれていて、それぞれに長さ約6mの丸太の棒に吊るされた以下2つの道具で担ぐ。

1. 直径約1mで重さ約100kgの鉦1丁
2. 長さ約1mで直径60cmの太鼓6個

- 正午前に富田一色町内へ繰り出すシーンから開始する。富田一色地区の各町名入りの揃いの以下の衣類を着用する。

1. 半袴
2. ショートパンツ
3. 鉢巻き

- 白装束の宮守たちは、各組との約200人である。午後1時過ぎ「ゴーンゴンゴンゴン ゴンゴンゴン ゴーンゴーン」と賑やかな音を上げて、飛鳥神社の前の広小路通り自治会で名物行事の激しい練りが行われる。神社内の境内に突っ込もうとする鉦の組を太鼓を持って待ち構えた組が行く手を遮り、押し戻そうと激しくもみ合い、景気づけに宮守たちの頭上めがけてバケツの水が何杯もぶっかけられる。宮守たちは、全員汗と水まみれとなる、太鼓の組を押しのけて無事に鉦の組が富田一色飛鳥神社の境内に入った後は、太鼓の組同士のぶつかり合いとなる。かつては流血が当たり前の死人が出る凶暴な祭りであったが、現在は富田一色の若い男性が不足して外部からの参加がある、おとなしい祭事である。

## 富田一色飛鳥神社
- 飛鳥神社については、富田一色の広小路通り詰めにあり、富田一色の氏神となっている。神社誌によると812年（弘仁2年）に富田一色の浜辺に漂着した社殿を引き上げて、富田一色の祀って浜神楽を奉納して、大漁を祈願した。そして漂着した日を例祭日にして、飛鳥大明神と称するようになった。1907年（明治40年）に、飛鳥神社に改称された。

## 構成
- 各町は祭礼では富田一色町の自治会のみで開催される。伊勢湾沿いの松ヶ浦海水浴場を埋め立てた富双2丁目には自治会組織がなくて、四日市市立富洲原小学校が立地する松原地区から買収した飛び地の四日市市富州原町所属の＜甚五兵町自治会＞は富田一色けんか祭には参加せず、＜茶の水川＞沿いの＜學校橋＞付近には、秋葉大権現を祀る甚五兵衛町自治会が所有する秋葉神社の祭礼を独自に実施している。

以下の自治会で構成されている。
- 北条（現在は北部）

1. 広小路町自治会
2. 中町自治会
3. 本町自治会
4. 七軒町自治会
5. 北町自治会
6. 港町自治会
7. 旭町自治会

- 中条（現在は中部）

1. 八軒町自治会
2. 堺町自治会
3. 南町自治会
4. 新町自治会
5. 寺町自治会

- 南条（現在は南部）

1. 豊富町1区自治会
2. 豊富町2区自治会
3. 江戸町自治会
4. 弁天町自治会
5. 布袋町自治会
6. 大黒町自治会
7. 蛭子町自治会

- 3つのジョウである三条（祭礼組）に分かれて、氏神のミヤモリ（宮守）は3つの祭礼組からそれぞれ1町ずつ出る。宮守の役はどの組も各町を年々交代する。本練り（盆のけんか祭り）を出す祭礼組の順番（午後1時・午後2時・午後3時）は、くじ引きで決める。宮守の役（青年と中老が主体）は祭礼のみの役で、氏神の秋祭りでは、宮守と云う事はない。

## 歴史
- 大念仏行事（俗称でけんか祭りと呼ばれる）富田一色のけんか祭りの起源は、「富田六郷氏神紀」（東富田町の渡辺紋左衛門が所蔵する文献）に「仁治3年7月14日に長光寺別冨満月上人踊念仏始是者佐原豊前守為鎮怨霊赤一切為霊也」と記述されており、非業の死亡を遂げて、民衆を悩ませたこの地の地頭である、佐原豊前守の怨霊を鎮めるために、1242年（仁治3年）に富田地区に長興寺を建立した満月上人が堂前に角塔婆を建立して、松明を焚き、怨霊退散の祈祷をした。また、その霊を慰めるために、上人は民衆とともに、長興寺（富田地区の旧東富田村地域）と一色山観浄寺（富田一色地区の旧富田一色村地域）の間の距離を鉦を叩き練行した。これが大念仏の起源とされる。その後、この大念仏は松原地区の教善寺から出発して、手に松明を持って行列を整えて、氏神の外を通って富田の長興寺へ練って行った。古老の話によると、富田一色の練りは、富田一色本町の八風街道起点の海運橋を渡り、東洋紡績（東洋紡績富田工場）の東の堀川となった塩役運河の堤防を通り、松明をともし、鉦を打ち鳴らしながら長興寺へ向かった。そのため、この堤防をガンガン堤を呼称している。そして長興寺で念仏回りをするように発展した。大念仏の練りは教善寺の衰退とともに松原方面の方は止まり、富田一色地区のみ今日まで祭礼が継続されている[1]。